# Sourzac
Sourzac – miejscowość i gmina we Francji, w regionie Nowa Akwitania, w departamencie Dordogne.
Według danych na rok 1990 gminę zamieszkiwało 1011 osób, a gęstość zaludnienia wynosiła 43 osób/km² (wśród 2290 gmin Akwitanii Sourzac plasuje się na 425. miejscu pod względem liczby ludności, natomiast pod względem powierzchni na miejscu 417.).